# Württembergi Marija Fjodorovna orosz cárné
Marija Fjodorovna (született Zsófia Mária Dorottya Auguszta Lujza, németül: Sophie Dorothee Auguste Luise; Stettin, Poroszország, 1759. október 25. – Pavlovszk, Oroszország, 1828. április 12.), I. Pál orosz cár második hitveseként Oroszország császárnéja 1796 és 1801 között. Születésével württembergi hercegnő, II. Frigyes Jenő és Brandenburg–Schwedti Friderika Dorottya legidősebb leányaként.
Miután Pavel Petrovics orosz trónörökös első felesége, Natalja Alekszejevna 1776-ban elhunyt, II. Frigyes porosz király és Nagy Katalin orosz cárnő Zsófia Dorottya hercegnőt választotta a trónörökös második feleségeként. Vőlegénye nehéz természete ellenére hosszú, békés kapcsolat alakult ki közöttük. Házasságával Zsófia Dorottya áttért a lutheranizmusról az ortodox vallásra, és felvette a Marija Fjodorovna nevet. Anyósa, Nagy Katalin hosszú uralkodása (1762–1796) alatt mindvégig férje mellett állt, ezzel elvesztette a cárnő iránta érzett kezdeti rokonszenvét. A cárnő és a trónörökös feszült viszonyának következtében Marija Fjodorovna és hitvese nem bírtak politikai befolyással, hanem elszigetelten éltek a gatcsinai palotában. 
Miután férje 1796-ban Oroszország cárja lett, Marija Fjodorovna cárnéként jelentős befolyásra tett szert. I. Pál meggyilkolását követően anyósához hasonlóan magának akarta követelni az orosz trónt, ám fia, a leendő I. Sándor erről lebeszélte. Számos jótékonysági intézményt alapított és irányított, átalakította a gatcsinai mellett a pavlovszki palotát. A napóleoni háborúk alatti támogatta a Napóleonnal szemben kötendő szövetségeket. Személye példaként jelent meg a későbbi cárnék számára.

## Ifjúkora
Zsófia Dorottya 1759-ben született Stettinben, ami ma Szczecin néven Lengyelország része. Édesapja II. Frigyes Jenő württembergi herceg, édesanyja Friderika Dorottya brandenburg-schwedti hercegnő, akiről Zsófia a nevét kapta. A hercegnő a család legidősebb gyermeke volt, öt öccsel és három húggal rendelkezett. 1769-ben a család Montbéliard-ba költözött, amely akkoriban egy kisebb kulturális fővárosnak számított. Zsófia Dorottyát az akkori felfogás szerint kiváló oktatásban részesítették: beszélt németül, franciául, olaszul és latinul. Szerette a művészeteket és a francia divatot; a francia etikettnek megfelelően nevelték.

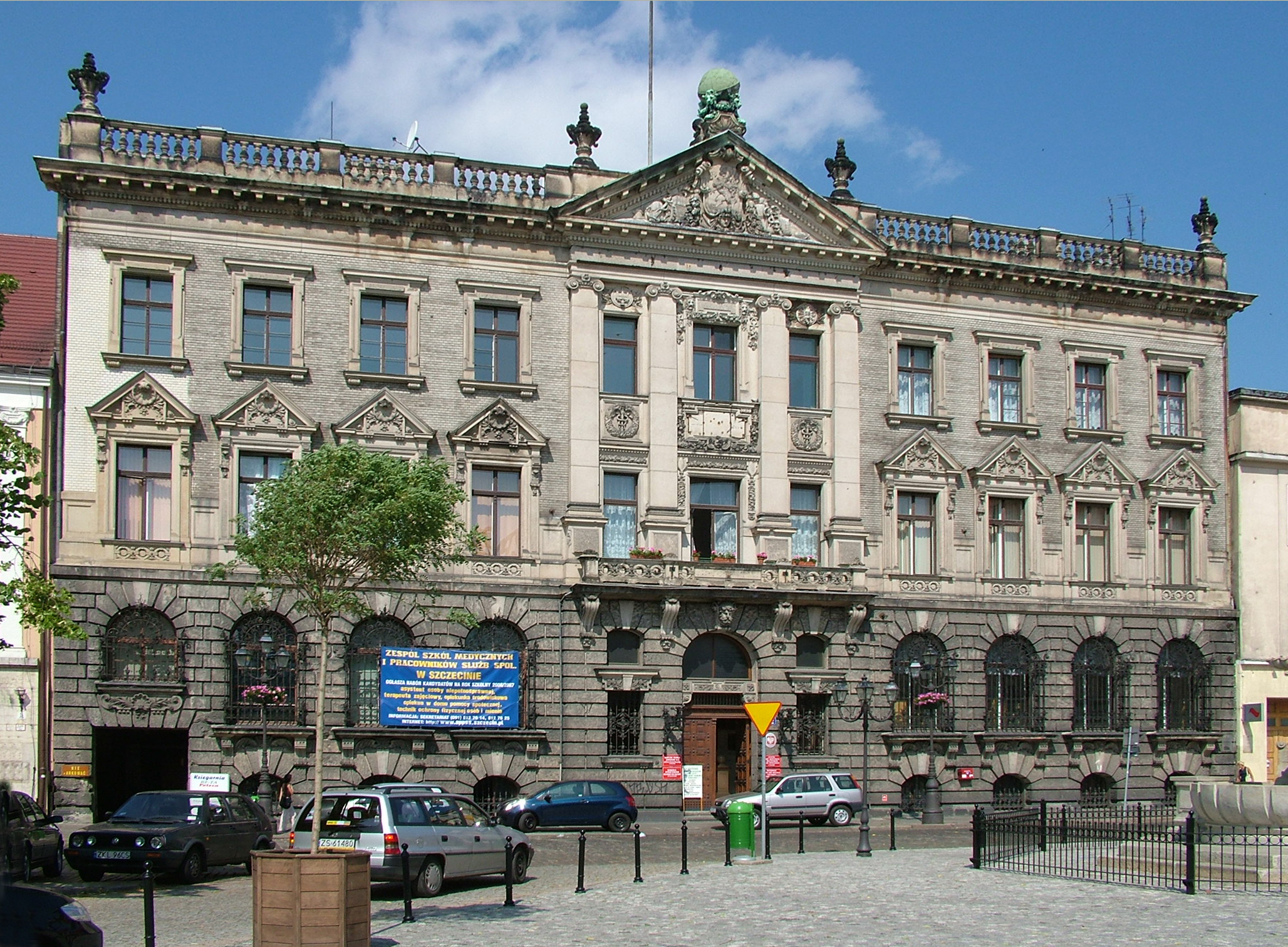
Marija Fjodorovna szülőhelye Szczecinben

1773-ban Zsófia Dorottya egyike volt azoknak a német hercegnőknek, akik esélyesek voltak arra, hogy Pál orosz trónörökös felesége legyen. II. Katalin orosz cárnő, Pál édesanyja azonban nem Zsófia Dorottyát, hanem Vilhelmina Lujza hessen-darmstadti hercegnőt választotta a fia számára.

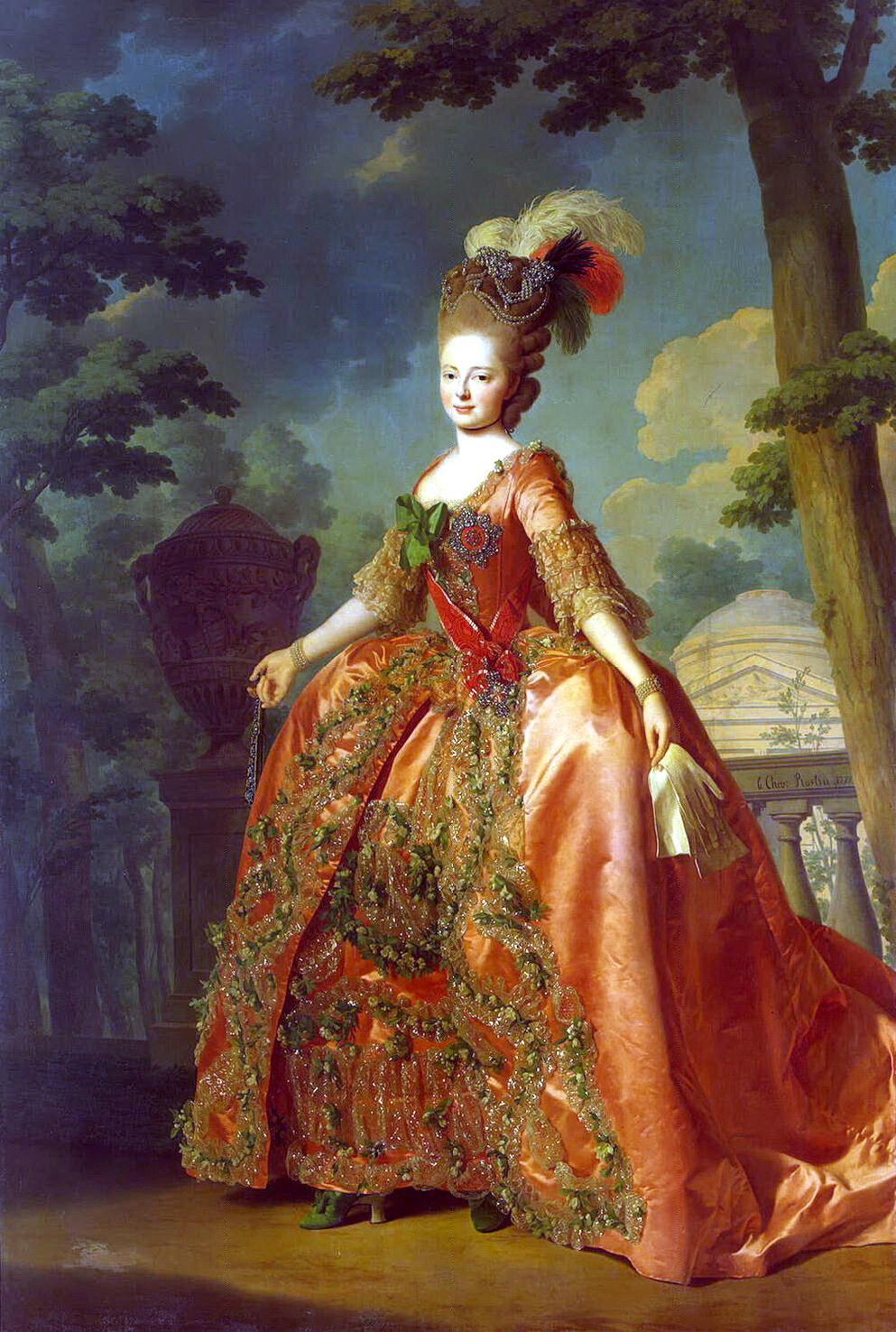
Marija 1777-ben, Roslin portréján

Zsófiát ezután eljegyezték Vilhelmina Lujza bátyjával, I. Lajos hesseni nagyherceggel, de amikor Pál cárevics 1776-ban megözvegyült, II. Frigyes porosz király óhajának megfelelően felbontották az eljegyzést, és Zsófia Pál cárevics menyasszonya lett. Lajos nagyherceget pénzzel kárpótolták, Zsófiát pedig elkezdték bevezetni új hazája szokásaiba és kultúrájába. II. Katalin orosz cárnő tökéletesen elégedett volt Zsófiával, mivel a hercegnő készségesnek és engedékenynek mutatkozott, ráadásul a származása megfelelő volt.
Pál és Zsófia először Berlinben találkoztak, egy hivatalos vacsorán, amelyet II. Frigyes porosz király adott. Zsófia hercegnő azonnal beleszeretett a trónörökösbe, aki igen udvariasan bánt vele, de még nem dolgozta fel előző felesége halálát. „Nem rossz: magas és jó alakú” – mondta a katonás életmódjáról híres nagyherceg Zsófiáról első találkozásuk után.
1776 szeptemberében Zsófia megérkezett az orosz fővárosba, Szentpétervárra. Áttért az ortodox kereszténységre, felvette a „Marija Fjodorovna” nevet, és nagyhercegnéi rangot kapott. Szeptember 26-án a pár összeházasodott a Téli Palotában.

## A nagyhercegné, a cárné, az anyacárné
II. Katalin kezdetben el volt varázsolva új menyétől, azonban a két nő kapcsolata hamar megromlott. A cárnő el akarta ütni fiát a tróntól, Marija pedig látta ezt, és megpróbálta megakadályozni. Viszonyuk elmérgesedését az is elősegítette, hogy természetük nagyon különbözőnek bizonyult.
1777-ben megszületett Marija és Pál első gyermeke, Sándor, aki Oroszország cárja lett a napóleoni háborúk idején. A gyermeket alig három hónap múlva a cárnő elvette a szüleitől, és maga felügyelte a nevelését. Amikor 1779-ben világra jött Marija és Pál második gyermeke, Konsztantyin, Katalin megint elszakította tőlük a fiúcskát. Marijának ez hatalmas szomorúságot okozott, amit csak tetézett, hogy hetente mindössze egyszer látogathatta meg gyermekeit. Az elkövetkező négy évben nem született gyermekük; Marija pedig szinte minden idejét férjének és a pavlovszki palotának szentelte, amit a cárnő ajándékozott a házaspárnak első unokája születésének örömére.
1781-ben Marija és Pál kérésére Katalin cárnő európai körútra küldte őket, melynek során meglátogatták Lengyelországot, Ausztriát, Olaszországot, Franciaországot, Hollandiát és Németországot. 1782-ben, miután hazatértek az útról, Marija életet adott első lányának, Alekszandrának. A nagyhercegnő oktatását is Katalin cárnő irányította, bár sokkal kisebb mértékben, mint a bátyjaiét. Alekszandra születésének ünnepléseként a cárnő Pálnak és Marijának ajándékozta Gatcsinát, ahol Pál afféle kiskirályságot hozott létre saját hadsereggel.
A házasság továbbra is jól működött, Marija pedig folytatta Pavlovszk és Gatcsina szépítését. Hathatósan pártfogolta és támogatta a művészeket, főleg a zenészeket; ő maga is tudott csembalón játszani. Gyakran adott estélyeket, amelyeken általában valamilyen színdarabot vagy zeneművet adtak elő, és rendszeresen írt naplójába, melyet később fia, Miklós uralkodása alatt elégettek.
Pál és Marija kapcsolatán az első repedések akkor keletkeztek, amikor Pál beleszeretett Marija egyik udvarhölgyébe, Jekatyerina Ivanovna Nyelidovába. A kapcsolat valószínűleg csupán plátói volt, és egy idő után Marija összebarátkozott Nyelidovával, és együtt próbálták mérsékelni Pál heves és szeszélyes természetét.
1796-ban meghalt II. Katalin, így majd húsz évnyi mellőzés után Marija végre elfoglalhatta helyét Oroszország trónján a férje mellett. A cárnénak nagy befolyása volt a férje felett, amit gyakran felhasznált barátai megsegítésére. Gatcsina, Carszkoje Szelo és a Téli Palota bebútorozása Marija irányítása alatt történt meg; a cárné továbbá bőkezűen támogatta a festészetet is. Legfontosabb oroszországi tevékenysége mégis az volt, hogy ő alapította meg az első iskolát nők számára, valamint számos jótékonysági intézményt hozott létre.
1798-ban, utolsó gyermekük születése után Pál beleszeretett Anna Petrovna Lopuhinába és elhanyagolta Mariját. A cárné továbbra is szerette férjét, éppen ezért nagyon bántotta a cár hűtlensége. 1801. március 12-én, alig négy évnyi uralkodás után Pál ellen merényletet követtek el, ami a cár életébe került. A trónra Pál és Marija legidősebb fia, Sándor lépett I. Sándor néven.

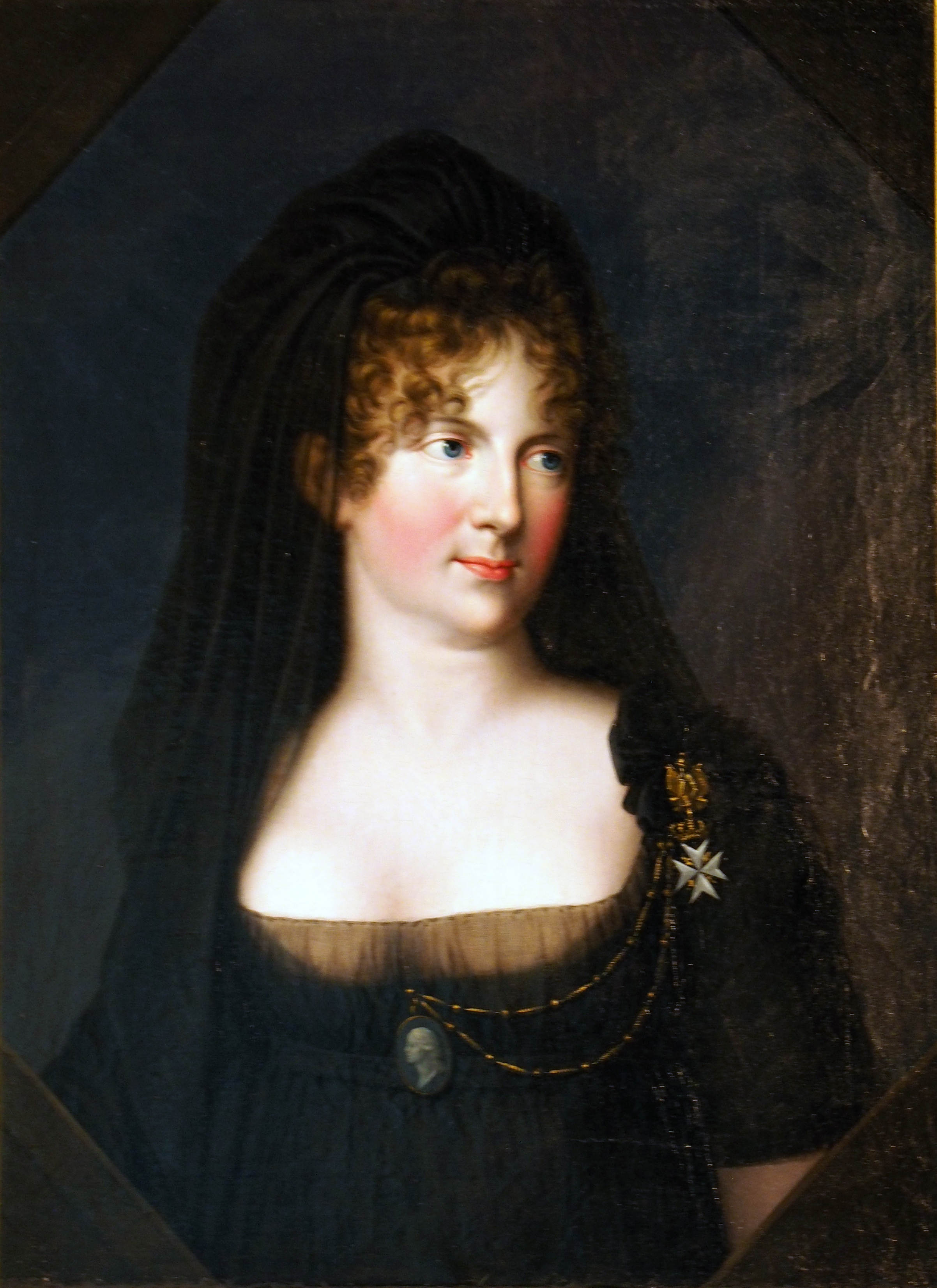
Marija 1801-ben, férje halála után

Férje halála után Marija – akárcsak annak idején I. Katalin és II. Katalin – próbálta magát cárnővé kikiáltani, azonban legidősebb fia végül lebeszélte erről. A birodalom első asszonya továbbra is Marija maradt: hivatalos megjelenések alkalmával fia oldalán sétált, a háttérbe szorítva fia feleségét, Jelizaveta Alekszejevna cárnét. Katonai parádékon mindig egyenruhában jelent meg, és saját udvartartása fényűző és pazarló mivoltja felidézte II. Katalin korát, éles ellentétet vonva fia és menye szerényebb életvitele közé.
Özvegysége első éveit az töltötte ki, hogy felnevelte fiait és lányait. Az anyacárné soha nem tudta elfelejteni az a tényt, hogy idősebb gyermekeit elszakították tőle, és igyekezett minél jobban összetartani a családját. Az összes gyermekének igyekezett kitűnő oktatást biztosítani, és még felnőttkorukban is rendszeresen levelezett velük. Marija gyűlölete I. Napóleon irányába széles körben ismert volt; a napóleoni háborúk alatt az anyacárné volt az udvar egyik központi személye. Marija továbbra is Pavlovszkban élt, de ahogy öregedett, egyre inkább visszavonult a közélettől.

## Személyisége és gyermekei
Marija Fjodorovna nem volt kifejezetten szép, de magas, csinos alakja és hatalmas életereje lebilincselte az udvart. Kedvelte a pompát, a ruhákat, ékszereket, nagy bálokat adott; ugyanakkor igen rendszerető volt, és tudott spórolni, emiatt pedig kivívta nemcsak a férje, de jóformán egész Oroszország csodálatát.
Imádott olvasni, festeni és szobrászkodni, gyakran saját készítésű munkáival dekorálta ki palotáit. Nagy tehetsége volt a zenéhez, szerette a virágokat és a növényeket, és egyik kedvenc elfoglaltságai közé tartozott a paloták díszítése. Külön intézményt hozott létre Szentpéterváron a vakok támogatása, jelentős összegeket költött a nők oktatására és egyéb jótékonysági célokra.
Pál és Marija Fjodorovna házassága remekül indult. Marija élete végéig szerette a férjét, annak ellenére, hogy a cár meglehetősen nehéz természettel rendelkezett, és nem tartották jóképűnek. A párnak összesen tíz gyermeke született:

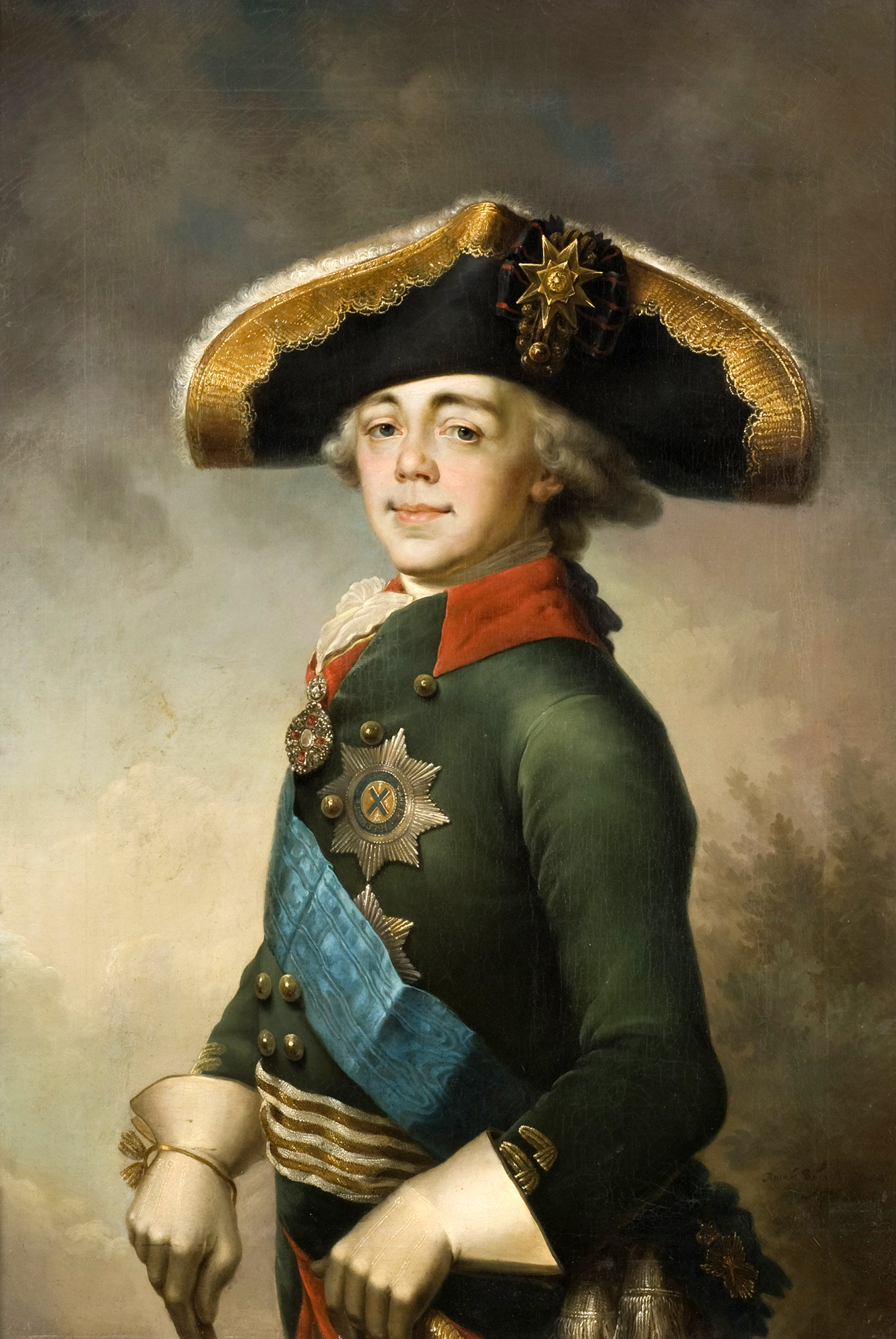
I. Pál cár

- Alekszandr Pavlovics (1777–1825), Pál utóda az orosz trónon I. Sándor néven
- Konsztantyin Pavlovics (1779–1831), a trón örököse I. Sándor uralkodása alatt, majd lemondott a cárevicsi címről
- Alekszandra Pavlovna (1783–1801), Magyarország nádornéja férje révén
- Jelena Pavlovna (1784–1803)
- Marija Pavlovna (1786–1859), Szász-Weimar-Eisenach nagyhercegnéje házassága révén
- Jekatyerina Pavlovna (1788–1819), második házassága után Württemberg királynéja
- Olga Pavlovna (1792–1795)
- Anna Pavlovna (1795–1865), Hollandia királyának felesége
- Nyikolaj Pavlovics (1796–1855) Oroszország cárja I. Sándor után, I. Miklós néven
- Mihail Pavlovics (1798–1849)

## Halála
Marija túlélte öt gyermekét, köztük I. Sándort és a feleségét, Jelizaveta Alekszejevnát. Látta harmadik fia, Miklós trónra lépését 1825-ben, miután második fia, Konstantin lemondott a trónról. Az anyacárné fontos szerepet töltött be unokája, Sándor (a későbbi II. Sándor cár) oktatásában. 1828. november 5-én halt meg, Pavlovszkban, hatvankilenc évesen.
Alakja amolyan példaképként állt a többi orosz cárné előtt, pavlovszki palotáját pedig gondosan karbantartották, és később afféle családi múzeumként szolgált.